# アメリカ陸軍輸送部隊S160型蒸気機関車
アメリカ陸軍輸送部隊S160型蒸気機関車とは、かつてアメリカ陸軍輸送科で使用されていた蒸気機関車である。

## 概要

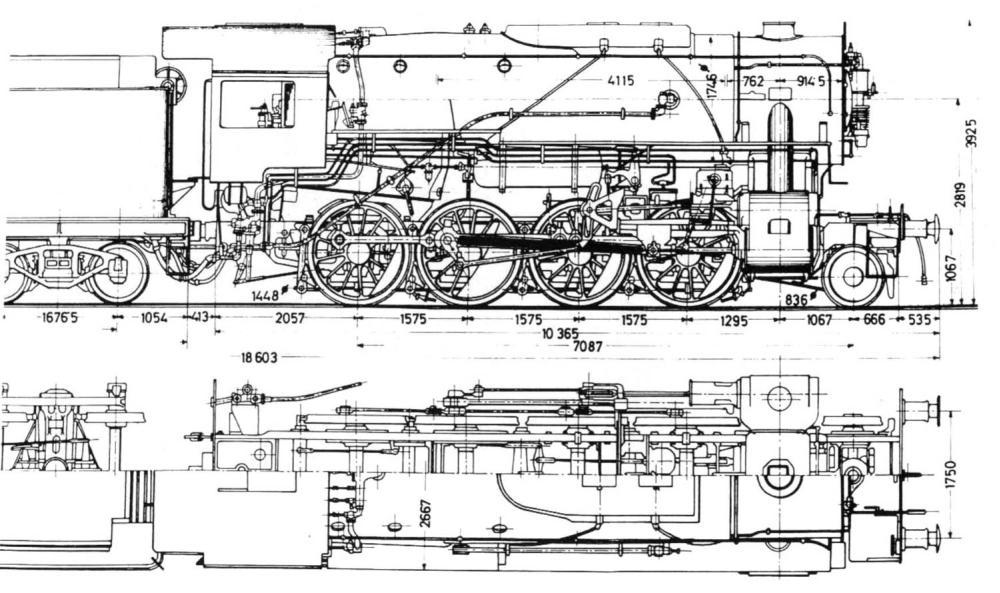
アメリカ陸軍輸送部隊S160型蒸気機関車の図面図。

車輪配置は2-8-0のコンソリデーション型である。牽引力は31,490 lbf (140.1 kN)だった。
戦時下での使用を考慮して設計が行われアメリカのみならず世界中で使用され活躍をした。だが、設計に問題がなかったわけでなくボイラー爆発も多く起こり、英国では1943年11月から1944年8月の間に3件のボイラー爆発が起きている。

## ハンガリー
戦後、機関車不足を補うためハンガリーは510両のS160を購入した。メーカーの内訳はアルコ159両、ボールドウィン148両、ライマ203両である。購入した車両は1947年5月から到着し、1948年までに内484両が形式411の車番001～484として運用に入り、残りの26両は部品取り用として使われた。当時のアメリカ大統領の名前にちなんで「トルーマン」という名前が付けられた。1965年から廃棄が始まり1983年までに全車が廃棄された。411,118、411,264、411,358が保存されている。